# BYD Flyer
BYD Flyer — китайский автомобиль особо малого класса, нацеленный на рынки развивающихся стран, России и Украины. Является копией Daihatsu Mira (он же Cuore)[не похож].

## История
Первое поколение BYD Flyer разрабатывалось в 1998 году, а вышел автомобиль в продажу в 2001 году. Первоначально продавался под маркой Qinchuan как QCJ7081 Flyer. В октябре 2003 года автомобиль был обновлён и начал продаваться как Flyer Fuxing. В 2004 году продажи Flyer I начались под брендом BYD. В марте 2005 года было выпущено второе поколение, в том числе для экспорта в Россию и в Украину. Второе поколение отличалось новыми фарами и решёткой радиатора. Flyer был заменен на более современный BYD F0 в 2008 году.

## Поколения
- Qinchuan Flyer — с 2001 по 2004 года.
- BYD Flyer — с 2005 по 2008 год.

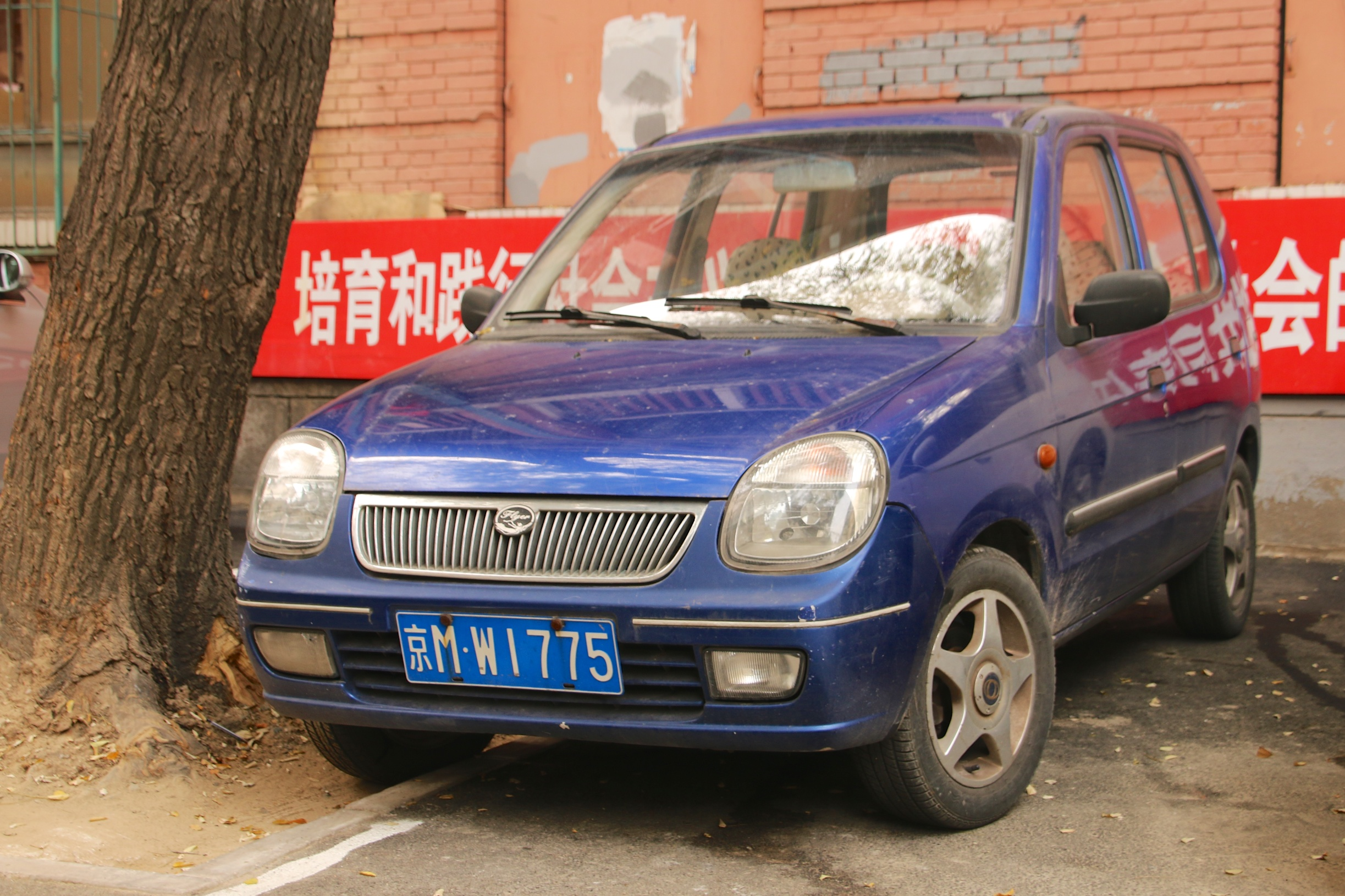
Qinchuan Flyer
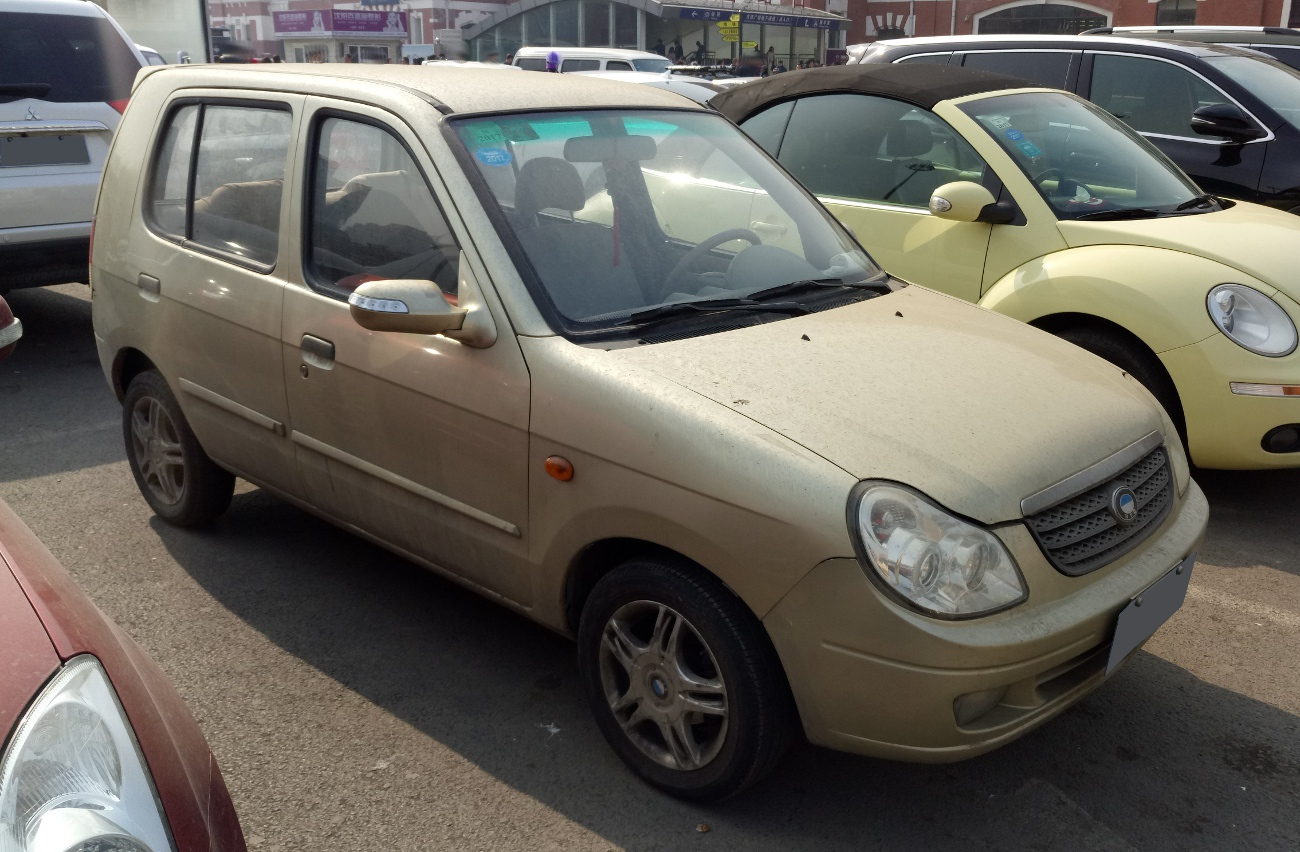
BYD Flyer

## Двигатели
- HH368QA1- 796 см³ — 29.5 кВт — 4 л/100 км
- LJ465Q-1ANE1 — 1100 см³ — 38.5 кВт — 5 л/100 км
- HH465Q-2E — 1100 см³ — 38.5 кВт — 5 л/100 км